# Maxon Crumb
Maxon Crumb (Albert Lea, 28 marzo 1945) è un artista statunitense.
È il fratello più giovane del fumettista underground Robert e di Charles, nonché cugino di Sophie.

## Biografia
Figlio di Charles Crumb e Beatrice Crumb, Maxon scrisse per le riviste Weirdo, Liquidator, Maxon's Poe (1997) e Crumb Family Comics (Last Gasp, 1998). Il suo primo romanzo pubblicato fu HardCore Mother (2000), focalizzato sullo studio dell'incesto e del sadismo e che riscosse un buon successo. his work found a wider audience. Egli fu uno dei soggetti del documentario di Terry Zwigoff Crumb.

### Carriera artistica
Maxon iniziò a dipingere come modo per respingere i suoi demoni interiori; soltanto dopo concepì l'idea di renderla una professione. Il processo di inchiostrazione di dipinti e disegni può richiedere settimane o mesi e durante questo periodo egli afferma di entrare in un intenso stato creativo in cui il lavoro diventa fondamentale, a scapito delle normali preoccupazioni quotidiane, incluso il mangiare.
Le sue opere sono disponibili online così come stampe d'arte in edizione limitata.

## Vita privata
Oltre ai succitati Charles e Robert, Maxon ha anche due sorelle, Carol DeGennaro e Sandra Colorado (1946-1998), vedova di Marty Pahls, un amico di Robert.
Maxon pratica il celibato da molti anni perché, come spiegò nelle interviste e in Crumb, per lui il sesso innesca delle forti crisi epilettiche.